# Auguste Hohenschild

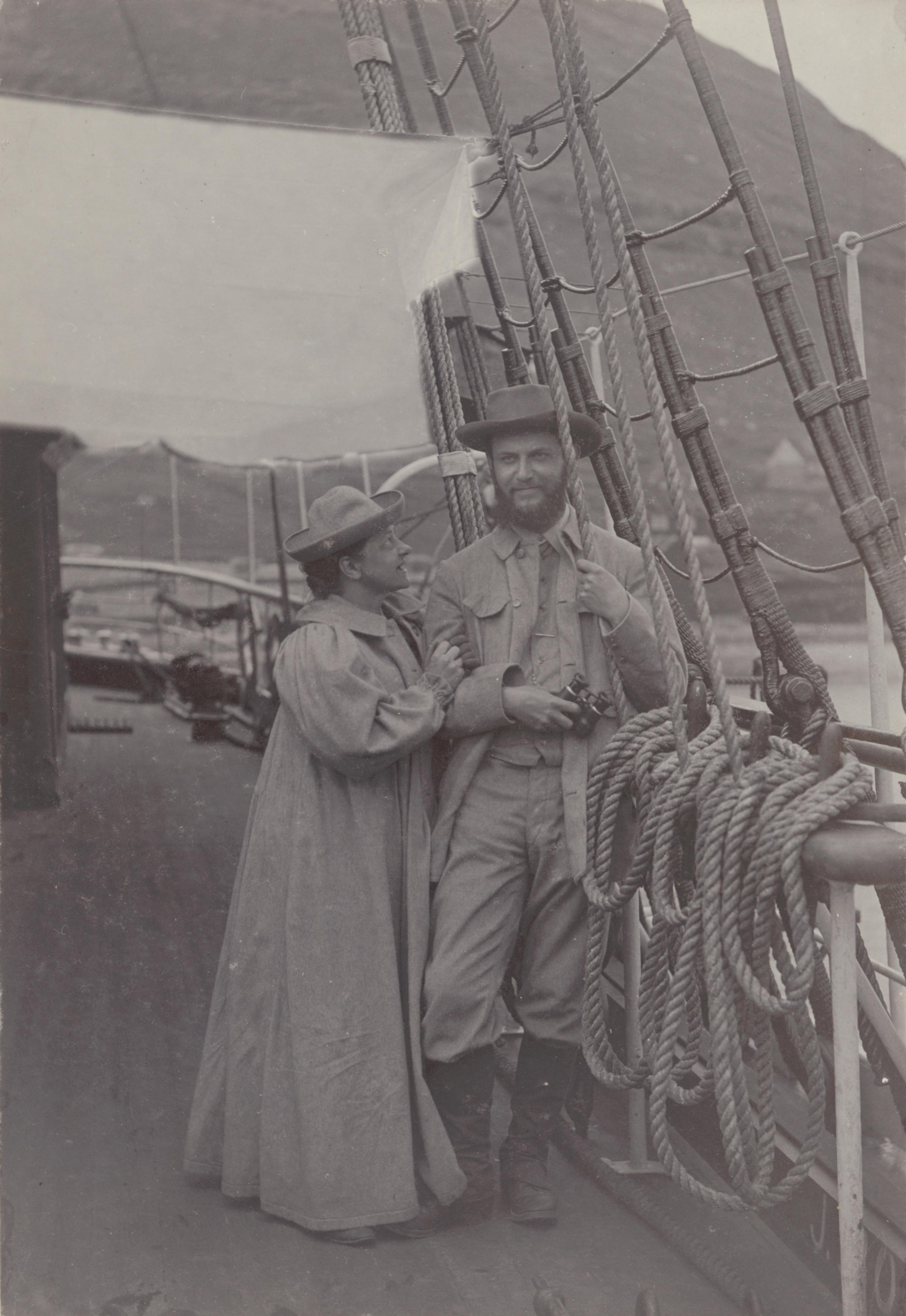
Auguste Hohenschild mit Andreas Heusler auf einem Schiff vor Island, um 1900

Auguste Hohenschild (Sidonie Marie Auguste Caroline Hohenschild; * 29. September 1851; † 15. Juli 1938 in Darmstadt) war eine deutsche Altistin und Gesangspädagogin. Sie wurde unter anderem von Amalie Joachim ausgebildet und trat u. a. zusammen mit Marie Fillunger auf. Sie war von 1893 bis 1922 mit dem Altgermanisten Andreas Heusler verheiratet und lebte mehrere Jahre in Berlin.

## Leben
Auguste Hohenschild war die Tochter des Darmstädter Arztes Ludwig Ernst Wilhelm Hohenschild (1829–1862) und seiner Frau Auguste Hohenschild geb. Fröhlich. Sie wurde vermutlich in Darmstadt geboren und hatte eine jüngere Schwester. Von Januar bis Oktober 1870 studierte sie an der Königlichen Hochschule für Musik Berlin Klavier und ebenda von 1872 bis 1873 Gesang, u. a. als Schülerin von Amalie Joachim. An dieser Hochschule war sie dann von 1874 bis 1877 Hilfslehrerin für Gesang. Sie war zudem „einige Jahre als Lehrerin an der Königlichen Hochschule für Musik in Leipzig tätig.“ Nach einer Mitteilung der Allgemeinen Deutschen Musikzeitung lehrte Hohenschild bis April 1878 an der Hochschule Berlin. Die Lehrtätigkeit gab sie demnach auf, um sich ihrer Tätigkeit als Konzertsängerin zu widmen.
Im Berliner Adressbuch ist ab 1872 ihre Mutter Auguste Hohenschild geb. Fröhlich eingetragen – es kann angenommen werden, dass Auguste Hohenschild aufgrund ihres Studiums ab den 1870er Jahren bei ihrer Mutter in Berlin wohnte. Sie erscheint erstmals eigenständig im Berliner Adressbuch als Konzertsängerin und Gesangslehrerin ab 1885. Im Jahr 1881 lebte sie zusammen mit ihrer Mutter, vermutlich aufgrund ihrer Konzerttätigkeit, kurzzeitig in Frankfurt am Main.
Im Januar 1893 heiratete Auguste Hohenschild den in Berlin lehrenden Altgermanisten Andreas Heusler. Ihre gemeinsame Wohnung befand sich am Schöneberger Ufer 41. Während ihrer Ehe wurden in der gemeinsamen Wohnung regelmäßige Musikabende gegeben. Andreas Heusler war selbst musikalisch sehr interessiert, spielte Geige und stand in Kontakt mit Joseph Joachim. 1901 kam es zu einer Trennung und 1922 zur Scheidung des Paares. Auguste Hohenschild lebte 1901 einige Monate bei ihrer Mutter und Schwester in Schönberg bei Bensheim. Im Berliner Adressbuch ist sie 1904 als Auguste Heusler erstmals wieder verzeichnet, 1906 als Gesangslehrerin Auguste Heusler-Hohenschild. Ab 1909 gibt es keine Angaben mehr im Berliner Adressbuch.

## Konzerttätigkeit
Auguste Hohenschild konzertierte hauptsächlich von den 1870er-Jahren bis zu ihrer Eheschließung 1892. Gemeinsame Konzerte mit Marie Fillunger sind belegt: so am 29. Januar 1875 in Hamburg im 2. Abonnement-Konzert des Voigt’schen Cäcilienvereins sowie am 4. und 5. März 1888 im Konzert des Essener Musikvereins zu dessen 50-jährigem Jubiläum. Rekonstruktionen über die Allgemeine Deutsche Musikzeitung verweisen in der Zeit zwischen 1875 und 1878 auf Konzertauftritte in Hamburg, Berlin, Potsdam, Darmstadt, Frankfurt am Main, Kassel, Basel, Köln, Aachen und Bremen. Sie sang unter anderem in Mozarts Requiem sowie Lieder und Arien von Schubert, Schumann. Brahms, Beethoven, Cherubini, Hiller, Spohr, in Oratorien wie Jephtha von Händel und Paulus von Mendelssohn Bartholdiy. 1878 trat sie in Bremen auf u. a. mit Marie Fillunger, Amalie Joachim, neben Pablo Sarasate und Joseph Joachim, die bei den Konzerten auch auftraten.
In der Neuen Zeitschrift für Musik ist sie in den Jahren 1886, 1889, 1890 und 1891 als Sängerin (Alt) in den Anzeigen der Konzertagentur Hermann Wolff eingetragen, in der Zeitschrift Signale für die musikalische Welt im Jahr 1888.
Laut einer Konzertrezension der Allgemeinen musikalischen Zeitung trat sie 1881 in Stuttgart auf, wo sie die Arie „Hellstrahlender Tag“ aus Odysseus von Max Bruch, sowie „Mainacht“ von Brahms, „Sympathie“ von Joseph Haydn und „Im Volkston“ von Hans Schmidt sang.
In einem 1894 erschienenen Artikel über die Königliche Hochschule für Musik Berlin in den Mitteilungen des Vereins für die Geschichte Berlins wird Auguste Hohenschild in einer Aufzählung der erfolgreichen und bekannten Schülerinnen und Schüler der Hochschule genannt.

## Forschungsbedarf
Aufgrund der spärlichen Quellenlage sind noch viele Fragen ungeklärt, die Auguste Hohenschilds musikalische Ausbildung und Konzerttätigkeit betreffen, die Dauer ihres Unterrichts bei Amalie Joachim sowie auch Angaben über ihre eigenen Gesangsschüler. Durch eine umfangreiche Recherche von Konzertrezensionen in Musikzeitschriften des 19. Jahrhunderts könnten weitere Stationen ihres künstlerischen Wirkens ausfindig gemacht und damit auch der zeitliche und räumliche Umfang ihrer Konzerttätigkeit sowie ihr Repertoire annähernd rekonstruiert werden.